# ブルース・フォーグル
ブルース・フォーグル（Bruce Fogle、1944年2月17日 - ）は、カナダ出身の獣医師。一人の獣医としての活動の傍ら、犬と猫についての数多の著作を世に送り出してきた。
カナダのトロントに生を享け、この地に育ったのち1970年にグエルフ大学の獣医科カレッジで獣医学を専攻。卒業したのちロンドン動物学会で獣医として働くためにイギリスのロンドンへ。1973年になるとポートマン・ベテリナリー・クリニックという自身の獣医科医院を開業し、やがてジュリア・フォスターという女優と結婚した。
英国王立獣医師会、英国獣医師会、および英国小動物獣医師会の一会員であるほか、日本とノルウェーとカタルーニャの地の獣医師会の名誉会員。『エンカルタ百科事典』の獣医学分野の執筆顧問を務め、さらには『ブリタニカ百科事典』の同分野の執筆助言者の役を担う。
聴導犬に関したヒアリング・ドッグス・フォー・デフ・ピープルという名の慈善団体の設立者の一人であり、その活動がきっかけとなって2004年に大英帝国勲章を受けた。